# François-Émile Villiers
Pour les articles homonymes, voir Villiers.
François-Émile Villiers, dit Émile Villiers, né le 31 juillet 1851 à Brest (Finistère) et décédé le 20 janvier 1941 à Plougastel-Daoulas (Finistère), est un homme politique français.

## Mandats
Député du Finistère de 1893 à 1913, sénateur du Finistère de 1912 à 1921, conseiller général du canton de Daoulas. Il est le fils de François-Marie Villiers, député du Finistère de 1876 à 1885.

## Vie politique
Fonctionnaire dans l'administration, il démissionne lors de la retraite du maréchal Mac-Mahon.
Il est élu à la chambre des députés le 28 août 1893 en tant que député de l'arrondissement de Brest. Au palais Bourbon, il siège parmi les conservateurs : il se prononce contre l'augmentation des impôts, pour la protection de l'agriculture et de l'industrie nationale contre la concurrence étrangère. Il s'est prononcé contre la loi de 1901 relative au droit d'association et contre la loi de 1905 relative à la séparation de l'Église et de l'État.
Au palais du Luxembourg, il s'inscrit au groupe des indépendants et intervient rarement en séance publique, mais toujours de façon pertinente, marquant une nette préférence pour les discussions mettant en cause la marine ou les pêches.

## Sources
- « François-Émile Villiers », dans le Dictionnaire des parlementaires français (1889-1940), sous la direction de Jean Jolly, PUF, 1960 [détail de l’édition]